# Laienbewegung
Unter Laienbewegung versteht man im christlichen Kontext einen Zusammenschluss von Laien, meist mit einem bestimmten Ziel oder einer Aufgabe. In diesem Artikel werden vor allem Laienbewegungen in der römisch-katholischen Kirche behandelt, es gibt sie aber auch in anderen christlichen Konfessionen.

## Geschichte
Besonders starken Zulauf erhielten christliche Laienbewegungen im Mittelalter mit dem Aufkommen der Bettelorden. An der Wende zum  13. Jahrhundert organisierte sich eine große Anzahl von Laien in eigenen Gemeinschaften. Ihr Kennzeichen war ein Lebensideal der Vita apostolica beziehungsweise Vita communis. Dazu gehörten freiwillig gewählte Armut, Bibelstudium, Werke der Nächstenliebe und die Laienpredigt. Die bedeutendsten frühen Gemeinschaften waren die Katharer, die Waldenser, die Humiliaten, die Beginen und Begarden. Da diese Laienbewegungen vor allem vom Armutsideal getragen wurden, werden sie deshalb auch als „Armutsbewegungen“ bezeichnet. Auf solche fromme Laienvereinigungen beiderlei Geschlechts gehen die Dritten Orden zurück, die sich aus religiösen und sozialen Gründen bestehenden Ordensgemeinschaften anschlossen. Die Dritten Orden entstanden auch aus der Absicht einzelner Menschen, nach der Spiritualität eines bestimmten Ordens zu leben, obwohl sie durch Lebensumstände am Eintritt in ein Kloster gehindert waren. Solche Dritten Orden gehen auf den heiligen Franziskus zurück, der, als 1221 sehr viele Männer und Frauen Aufnahme in Klöster verlangten, ihnen eine Regel gab.
In der jüngeren Geschichte ist die lateinamerikanische Befreiungstheologie stark von Laien mitgestaltet worden. Spirituelle Laienbewegungen im engeren Sinne sind manche der als Geistliche Gemeinschaft charakterisierten Movimenti. Viele der neueren Ordensgemeinschaften und Kongregationen, etwa die Kleinen Schwestern Jesu, begannen als Laienbewegung.